# Purnululu Nemzeti Park
A Purnululu Nemzeti Park Nyugat-Ausztrália Kimberley régiójában található. A nemzeti park 2003 óta világörökségi helyszín.

## Elhelyezkedése
A park Nyugat-Ausztrália északkeleti részén található, a tőle délre lévő Halls Creek közelében. A parktól északra Kununurra város fekszik.
A Purnululu nevet az őslakos kija népcsoport adta a környező homokkő területnek, amely a Bungle Bungle-hegységben helyezkedik el. A hegység teljes terjedelmével a park területén belül fekszik. A hegység legmagasabb kiszögelése 578 méterrel emelkedik a tengerszint fölé. A terület vízszintes barnás-szürkés csíkozású homokkőkupoláiról híres. A homokkő csíkozását a képződésekor a tengerfenékre lerakódó agyag vas-oxid tartalma és sűrűsége okozza. A szürke csíkokat a cianobaktériumok megjelenése okozza.

## Megközelítése
A parkot a Spring Creek Track-en keresztül lehet megközelíteni, a Great Northern Highway felől. A park megközelítőleg 250 kilométernyire fekszik Kununurrától déli irányban. A Spring Creek Track végénél található a park látogatóközpontja. A Spring Creek Track 53 kilométer hosszú és kizárólag a száraz évszakban használható április elseje és december 31-e közt, ám akkor is csak négykerék meghajtású járművekkel vehető igénybe. Megbízható navigáció esetén mindössze három órát vesz igénybe a park elérése. A parkot helikopterrel is meg lehet közelíteni, mivel van helikopterleszállóhely.
A terület eredeti tulajdonosai és egyben őslakosai a kitja népcsoport tagjai voltak.

## Fordítás
Ez a szócikk részben vagy egészben  a   Purnululu National Park című angol Wikipédia-szócikk ezen változatának fordításán alapul.  Az eredeti cikk szerkesztőit annak laptörténete sorolja fel. Ez a jelzés csupán a megfogalmazás eredetét és a szerzői jogokat jelzi, nem szolgál a cikkben szereplő információk forrásmegjelöléseként.